# Christian D.A. Hansen
Christian Ditlev Ammentorp Hansen, född 25 februari 1843 på Kragsberg vid Odense, död 20 juni 1916 i Köpenhamn, var en dansk apotekare, fabrikör och godsägare. 
Hansen blev 1859 elev på Frederiks Hospitals apotek i Köpenhamn och avlade 1865 farmaceutisk kandidatexamen. Åren 1866–1874 verkade han som handledare för farmacie studerande, samtidigt som han höll föreläsningar över farmakopén och var 1870–1872 assistent på Köpenhamns universitets kemiska laboratorium. 
År 1869 stiftade Hansen "Ny-Pharmaceutisk Tidende", i vilken han publicerade en rad artiklar, bland annat hård kritik mot "Pharmacopæa Danica 1868", till vilken han 1869 utgav en dansk översättning. År 1872 tilldelades han Köpenhamns universitets guldmedalj för besvarandet av en prisuppgift om Forholdet mellem et Stofs Krystalform og dets kemiske Sammensætning. År 1876 erhöll han privilegium på att inrätta och driva ett apotek (Krone-Apoteket) på Gammelholm och därmed upphörde hans verksamhet som redaktör. 
Från 1874 gjorde Hansen sig känd för sin betydande industriella verksamhet, främst fabrikation av ostlöpe, något som i kombination med andra hjälpmedel för mejerierna, gjorde hans namn känt även internationellt. Till lantbruket knöts han genom köp av godsen Bøstrup (1880) och Mullerup (1882) och som godsägare fick han många förtroendeuppdrag inom lantbruksbranschen. Den stora betydelse som han hade för den danska farmacin minskade därmed kraftigt, men ökade åter från mitten av 1880-talet, särskilt efter att han 1892 till danska staten skänkte mark och byggnader för en farmaceutisk läroanstalt, vars drift staten därefter övertog. Han var även direktör för denna till den 1 november 1895.

## Utmärkelser
- Köpenhamns universitets guldmedalj,  1872[3]
- Dannebrogsmännens hederstecken,  1892[2]
- Kommendör av första graden av Dannebrogorden,  1913[2]

[Redigera Wikidata]